# Alain Pluchet
Pour les articles homonymes, voir Pluchet.
Alain Pluchet, né le 1er mai 1930 à Grugies (Aisne) et mort le 24 novembre 2020 à Saint-Aubin-lès-Elbeuf (Seine-Maritime), est un homme politique français. 

## Biographie
Fils de Bernard Pluchet, descendant de Vincent Charlemagne Pluchet, il est maire du Thuit de 1972 à 2001, conseiller général et sénateur de l'Eure de 1983 à 1998 (RPR).
Il est également président du Syndicat intercommunal de l'électricité et du gaz de l'Eure en 1990, vice-président de la Fédération nationale des collectivités concédantes et régies, ainsi qu'administrateur d'EDF jusqu'en 1999. 